# Symfonie nr. 1 (Michael Haydn)
Symfonie nr. 1 in C majeur, Perger 35, Sherman 1, MH 23, is een symfonie van Michael Haydn. Hij schreef het stuk waarschijnlijk in Wenen, rond 1759. Het is dus niet bekend of dit de eerste symfonie van hem is.

## Orkestratie
De symfonie is geschreven voor:
- Twee hobo's.
- Twee fagotten.
- Twee hoorns.
- Twee trompetten.
- Pauken.
- Strijkers.

## Onderdelen
De symfonie bestaat uit vier delen:
- I Allegro.
- II Andante.
- III Menuetto e trio.
- IV Presto.

1 · 2 · 3 · 4 · 5 · 6 · 7 · 8 · 9 · 10 · 11 · 12 · 13 · 14 · 15 · 16 · 17 · 18 · 19 · 20 · 21 · 22 · 23 · 24 · 25 · 26 · 27 · 28 · 29 · 30 · 31 · 32 · 33 · 34 · 35 · 36 · 37 · 38 · 39 · 40 · 41